# Federazione nazionale fascista delle massaie rurali
La Federazione nazionale fascista delle massaie rurali (nota come Massaie Rurali) era un'organizzazione fascista contadina fondata nel 1933 e sciolta nel 1945.

## Storia
Venne creata negli anni in cui Mussolini dette vita a diverse organizzazioni di massa con lo scopo "di forgiare il consenso per il regime e le sue politiche, e di tenere unita la popolazione attraverso un concetto di nazione apparentemente neutrale dal punto di vista di classe". È la più grande organizzazione femminile dell'Italia fascista e una delle più grandi organizzazioni in generale; salita da 4.000 iscritte nel 1935 a più di 2,5 milioni nel 1943, ad essa potevano iscriversi le donne di campagna appartenenti a famiglie di proprietari coltivatori diretti, di affittuari, coloni, mezzadri e operai agricoli.

## Organizzazione
La Massaie rurali aveva lo scopo di:
in modo particolare l’assistenza morale, sociale e tecnica;
b) promuovere la istruzione professionale delle massaie rurali perché possano compiere con competenza
e con modernità di vedute, le molteplici mansioni loro affidate, con particolare riferimento alla coltivazione dell’orto, all’allevamento degli animali domestici,
all’artigianato e alle piccole industrie casalinghe, indicendo a tal uopo corsi di economia domestica e puericoltura;
c) migliorare l’arredamento e l’igiene delle case rurali»
.Erano una delle due nuove sezioni femminili fondate negli anni '30, l'altra era la Sezione Operaie e Lavoranti a Domicilio, entrambe fondate per includere le donne della classe operaia nel Partito fascista, dove prima erano attive solo ragazze e donne delle classi medie.
Alle iscritte era distribuito il periodico L’Azione delle Massaie rurali, divenuto nel 1939 La Massaia rurale. Periodicamente erano assegnati premi per concorsi come “la casa pulita, ordinata e fiorita”, “l’orto ben tenuto”, “il buon allevamento della prole” o premi alle
 L'organizzazione doveva promuovere la propaganda fascista nelle campagne, istruire nell’allevamento igienico dei figli, contrastare le tendenze all’urbanesimo elogiando la vita contadina, migliorare l’igiene delle case dei contadini, promuovere l’istruzione professionale delle donne migliorando le loro competenze nella coltivazione degli orti, nell’allevamento degli animali da cortile e nell’artigianato casalingo, incrementare, a fini autarchici, gli stessi allevamenti, la raccolta e il collocamento dei prodotti dell’artigianato. Doveva inoltre condurre la lotta contro gli sprechi, fornire mangimi, materiali, sementi e attrezzi, facilitare la distribuzione di eventuali provvidenze che fossero di vantaggio alle stesse massaie. Venivano periodicamente distribuiti gratuitamente o a prezzo contenuto sementi, offerti prodotti a prezzi scontati ecc. Era distribuita annualmente un’agenda, un proprio calendario e un almanacco illustrato pieno di consigli tecnici e casalinghi, che informavano su ogni cosa: dalle malattie delle piante alle virtù delle famiglie numerose.

## Direzione
La prima presidente fu Regina Terruzzi, già organizzatrice della Unione delle massaie di campagna (UMC), una associazione nata nel 1918 e composta da donne aristocratiche, della media borghesia e da contadine, diffusa in Lombardia e Piemonte;  aveva come scopo il miglioramento della vita delle contadine attraverso l’insegnamento agrario e dell’economia domestica. Un ruolo molto importante nelle Massaie rurali ebbe Annita Cemezzi Moretti, nobildonna milanese presidente a sua volta dell UMC, donna di elevata cultura, prima laureata donna in matematica all'Università di Padova. Entrambe furono le principali redattrici del periodico La Massaia rurale. Tutte le iscritte all'UMC furono incorporate nella Massaia rurale.
Dopo circa un anno le Massaie rurali furono assorbite dal Partito e divennero una Sezione dei Fasci femminili; Terruzzi e Cemezzi Moretti se ne allontanarono.